# Ecgberht II (roi du Kent)
Pour les articles homonymes, voir Egbert.
Ecgberht II (fl. 765-779) est roi du Kent dans les années 760-770.

## Biographie
La première mention d'Ecgberht II remonte à 765, année qui le voit émettre deux chartes conjointement avec un autre roi, Heahberht. L'une de ces chartes est confirmée par le roi Offa de Mercie, dont l'autorité commence à se faire sentir dans le Kent. À une date incertaine, Ecgberht et Heahberht commencent à frapper des pennies d'argent en adoptant un nouveau modèle d'inspiration carolingienne. Heahberht n'est plus mentionné après 765, et Ecgberht semble avoir régné seul par la suite,.
La Chronique anglo-saxonne rapporte un affrontement ayant opposé la Mercie au Kent en 776, sans préciser qui en est sorti vainqueur. Les historiens modernes considèrent cette bataille d'Otford comme une défaite mercienne, car les chartes émises par Ecgberht en 778 et 779 ne sont plus confirmées par Offa, signe d'indépendance retrouvée vis-à-vis de la Mercie. Ecgberht entretient également de bonnes relations avec l'archevêque Jænberht.
La dernière charte connue d'Ecgberht date de 779, et il disparaît donc entre cette date et l'apparition d'un autre roi, Ealhmund, en 784. Lorsque Offa reprend le contrôle du Kent, vers 784-785, il annule plusieurs donations effectuées par Ecgberht durant l'éclipse du pouvoir mercien dans le Kent.